# عبد الله جاسبي
عبد الله جعفر علي جاسبي (من مواليد 25 نوفمبر 1944) أكاديمي وسياسي إيراني كان رئيسًا لجامعة آزاد منذ إنشاء الجامعة عام 1982 حتى استقالته في عام 2012. كما كان مرشحًا للرئاسة في عامي 1993 و2001 .

## النشأة
ولد في 25 نوفمبر 1944 في طهران، إيران. التحق بمدرسة إعتماد وهو في السابعة من عمره وأكمل فترة الدراسة الثانوية التي تمتد لست سنوات في طهران. حاصل على درجة البكالوريوس في الهندسة الصناعية من جامعة إيران للعلوم والتقنية، وماجستير في الإدارة الصناعية ودكتوراه في إدارة الإنتاج والتكنولوجيا، وكلاهما من جامعة أستون، المملكة المتحدة.  كانت أطروحة الدكتوراه (1979) بعنوان «تحليل وقياس الإنتاجية». 

## المسار الأكاديمي
بعد حصوله على الدكتوراه، أصبح مدرسًا جامعيًا في جامعة إيران للعلوم والتقتية. كما أصبح عضوًا في مجلس إدارة الجامعة عام 1970 لكنه طرد من الجامعة عام 1975 بعد دعمه روح الله الخميني. بعد انتصار الثورة الإيرانية، عاد إلى مسيرته الأكاديمية عام 1979. عُيَّن نائباً لرئيس مارس 1979. في عام 1982، اقترح خطة لإنشاء جامعة آزاد الإسلامية. إلى جانب علي خامنئي وأكبر هاشمي رفسنجاني، كان جاسبي أحد مؤسسي شبكة جامعة آزاد التي تعد من بين أكبر المنظمات غير الحكومية في إيران. انتخب كأول رئيس لها في يناير 1983 وشغل هذا المنصب لما يقرب من 30 عامًا. أعلن تقاعده من جامعة آزاد في نوفمبر 2011 واستقال رسميًا في 17 يناير 2012، لكنه ظل أحد أعضاء مجلس إدارة الجامعة. وخلفه فرهاد دانشجو.

## المسار السياسي
كان عضوا في المجلس المركزي للحزب الجمهوري الإسلامي. ويوصف الجاسبي أيضا بأنه «محام سابق للمطالفة».  كان يعتبر الزعيم الروحي لحزب قمة المفكرين الأحرار.
رُشيح لالانتخابات الرئاسية عام 1993 وحصل على مليون و 511 ألف 574، وخسر الانتخابات أمام أكبر هاشمي رفسنجاني. كان أيضًا مرشحًا رئاسيًا خلال الانتخابات الرئاسية عام 2001  لكنه حصل فقط على 237 ألف 907 من الأصوات، واحتل المرتبة الرابعة في تلك الإنتخابات التي فاز فيها محمد خاتمي بولاية ثانية.